# Szentpéterszeg
Szentpéterszeg es un pueblo ubicado en el distrito de Berettyóújfalu, en el condado de Hajdú-Bihar, Hungría.

## Superficie
Posee una superficie de 25,51 kilómetros cuadrados.

## Demografía
Hasta 2019 la población era de 1091 habitantes, con una densidad de población de 42,77 habitantes por kilómetro cuadrado.